# São Pedro de Castelões
Pour les articles homonymes, voir São Pedro.
São Pedro de Castelões est une paroisse civile portugaise (en portugais : freguesia) de la municipalité de Vale de Cambra dans le district d'Aveiro.

## Géographie
São Pedro de Castelões comprend la partie sud du centre urbain de Vale de Cambra ainsi que plusieurs villages.

## Démographie
Lors du recensement de 2021, São Pedro de Castelões compte 6 831 habitants. C'est alors la paroisse la plus peuplée de la municipalité de Vale de Cambra, qui totalise 21 269 habitants sur 7 paroisses.